# ウエ・ユンス・クラフト

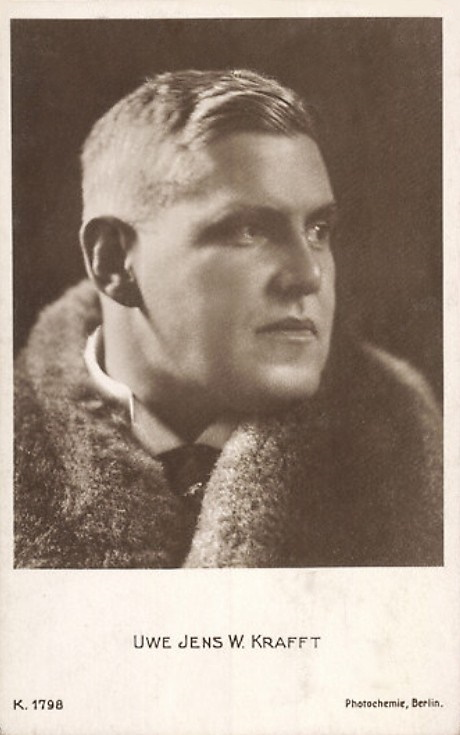

ウエ・ユンス・クラフト（Uwe Jens Krafft、1878年12月23日 - 1929年12月12日）は、ドイツの映画監督。

## 作品
- 不思議な冒険
- 亜細亜の戦鼓